# Ivan Goff
Pour les articles homonymes, voir Goff.
Ivan Goff est un scénariste et producteur américain, né le 17 avril 1910 à Perth (Australie), et mort le 23 septembre 1999 à Santa Monica, en Californie (États-Unis).

## Filmographie

### comme scénariste
- 1940 : My Love Came Back de Curtis Bernhardt
- 1941 : Sunset in Wyoming (en) de William Morgan
- 1945 : I Was a Criminal de Richard Oswald
- 1949 : Prejudice de Edward L. Cahn
- 1949 : L'enfer est à lui (White Heat) de Raoul Walsh
- 1950 : Du sang sur le tapis vert (Backfire) de Vincent Sherman
- 1951 : Capitaine sans peur (Captain Horatio Hornblower R.N.) de Raoul Walsh
- 1951 : La Flamme du passé (Good bye my fancy) de Vincent Sherman
- 1951 : Feu sur le gang (Come Fill the Cup) de Gordon Douglas
- 1952 : La Sarabande des pantins (O. Henry's Full House) film de cinq sketches réalisés respectivement par Henry Hathaway, Howard Hawks, Henry King, Henry Koster et Jean Negulesco
- 1953 : La Sorcière blanche (White Witch Doctor) de Henry Hathaway
- 1953 : Capitaine King (King of the Khyber Rifles) de Henry King
- 1954 : L'Émeraude tragique (Green Fire) d'Andrew Marton
- 1956 : Serenade de Anthony Mann
- 1957 : L'Esclave libre (Band of Angels) de Raoul Walsh
- 1957 : L'Homme aux mille visages (Man of a Thousand Faces) de Joseph Pevney
- 1959 : L'Epopée dans l'ombre (Shake Hands with the Devil) de Michael Anderson
- 1960 : Meurtre sans faire-part (Portrait in Black) de Michael Gordon
- 1960 : Piège à minuit (Midnight Lace) de David Miller
- 1963 : L'Homme à la Rolls (Burke's Law) (TV)
- 1964 : The Rogues (en) (TV)
- 1966 : The Second Sin de David Millin
- 1967 : Three for Danger (TV)
- 1981 : Le Justicier solitaire (The Legend of the Lone Ranger) de William A. Fraker

### comme producteur
- 1966 : Preview Tonight (série télévisée)
- 1967 : Mannix (série télévisée)
- 1976 : The Killer Who Wouldn't Die (TV)